# Matias Olímpio
Matias Olímpio est une municipalité brésilienne située dans l'État du Piauí.